# Hauptstraße C32
Die Hauptstraße C32 im Westen Namibias zweigt in der Nähe des Bosua-Passes von der Hauptstraße C28 ab und führt in nördlicher Richtung nach Karibib, wo sie in die Nationalstraße B2 einmündet.